# Новорічні марки СРСР
Новорічні марки СРСР почали емітуватися з грудня 1962 року, коли вперше на поштовій марці СРСР, фактично випущеної в обіг в 1962 році, був вказаний 1963 рік. Остання («З Новим, 1992 роком!») введена в обіг 3 грудня 1991 року.

## Історія
Новорічна марка — барвиста комеморативна (іноді спеціальна святкова) поштова марка, яка традиційно випускається як знак поштової оплати в деяких країнах до Нового року із новорічним сюжетом малюнка та надрукованим текстом новорічних привітань. Залежно від традицій зустрічі Нового року в різних країнах марки можуть бути емітовані не тільки в кінці грудня, але і в інші місяці календарного року. Це пов'язано з відмінностями в календарях, прийнятих в тій чи іншій країні світу. Зазвичай використовується для оплати листівок, листів і бандеролей, що пересилаються в передноворічний та післяноворічний періоди. У деяких випадках можливі повторні емісії і додаткові тиражі подібних марок.
Новорічні марки СРСР почали емітуватися з грудня 1962 року, коли вперше на поштовій марці СРСР, фактично випущеної в обіг в 1962 році, був вказаний 1963 рік.
Ідея святкової поштової марки припала до смаку не тільки філателістам, а й користувалася попитом серед громадян, які відправляли традиційні вітання. Новорічні марки стали випускатися щорічно. Найчастіше як сюжет новорічних поштових марок СРСР були використані куранти на Спаській вежі та види Московського Кремля. Однак пізніше на новорічних марках стали зображати і діда Мороза, а в 1979 році на новорічній марці «1980» був зображений Олімпійський Мішка.

## Перелік святкових поштових марок
Нижче наведено перелік (каталог) знаків поштової оплати (поштових марок), присвячених темі зустрічі Нового року, введених в обіг дирекцією з видання й експедування знаків поштової оплати Міністерства зв'язку СРСР. Порядок викладу елементів у таблиці відповідає номеру за каталогом марок СРСР (ЦФА), в дужках наведено номери за каталогом «Міхель». Крім зображення та номіналу в списку надано короткий опис (додаткову інформацію можна отримати в коментарях, натиснувши на «ком»), зазначені дата випуску, тираж та дизайнер. Для навігації списком, щоб перейти до перегляду поштових марок певного року випуску, необхідно одноразово натиснути на відповідний календарний рік.
| 1962 • 1963 • 1964 • 1965 • 1966 • 1967 • 1968 • 1969 • 1970 • 1971 • 1972 • 1973 • 1974 • 1975 • 1976 • 1977 • 1978 • 1979 • 1980 • 1981 • 1982 • 1983 • 1984 • 1985 • 1986 • 1987 • 1988 • 1989 • 1990 • 1991 |

| № у каталозі ЦФА   | Зображення | Опис та джерело | Номінал, карб | Дата введення в обіг   | Тираж     | Дизайн                                                 |
| 1962               | 1962       | 1962 | 1962          | 1962                   | 1962      | 1962                                                   |
| ------------------ | ---------- | --- | ------------- | ---------------------- | --------- | ------------------------------------------------------ |
| № 2802 (Mi #2686B) |            | рос. С Новым, 1963 годом! (З Новим, 1963 роком!).                                                                                     | 0,04          | 20 грудня 1962 року    | 500 000   | Абрам Шмідштейн                                        |
| № 2803 (Mi #2686A) |            | рос. С Новым, 1963 годом! (З Новим, 1963 роком!).                                                                                     | 0,04          | 22 грудня 1962 року    | 2 500 000 | Абрам Шмідштейн                                        |
| 1963               |            | |               |                        |           |                                                        |
| № 2965 (Mi #2838)  |            | рос. С Новым, 1964 годом! Ёлка и звезда (З Новим, 1964 роком! Новорічна ялинка та зірка).                                             | 0,04          | 20 грудня 1963 року    | 2 000 000 | Сергій Поманській                                      |
| № 2966 (Mi #2839)  |            | рос. С Новым, 1964 годом! Ёлка и звезда (З Новим, 1964 роком! Новорічна ялинка та зірка).                                             | 0,06          | 20 грудня 1963 року    | 2 000 000 | Сергій Поманській                                      |
| № 2967 (Mi #2837)  |            | рос. С Новым, 1964 годом! Ёлка на фоне Останкинской телебашни (З Новим, 1964 роком! Новорічна ялинка на фоні Останкінської телевежі). | 0,06          | 12 грудня 1963 року    | 4 000 000 | Юрій Ряховській                                        |
| 1964               |            | |               |                        |           |                                                        |
| № 3147 (Mi #2989)  |            | рос. «С Новым, 1965 годом!»: Новогодняя ёлка (З Новим, 1965 роком! Новорічна ялинка).                                                 | 0,04          | 30 листопада 1964 року | 2 500 000 | Ігор Комінарець                                        |
| 1965               |            | |               |                        |           |                                                        |
| № 3303 (Mi #3136)  |            | рос. «С Новым, 1966 годом!»: Вид на Кремль зимой (З Новим, 1966 роком! Вид на Кремль взимку).                                         | 0,04          | 16 листопада 1965 року | 4 000 000 | Адольф Плетньов                                        |
| 1966               |            | |               |                        |           |                                                        |
| № 3441 (Mi #3295)  |            | рос. «С Новым, 1967 годом!»: Останкинская телебашня (З Новим, 1967 роком! Останкінська телевежа).                                     | 0,04          | 19 листопада 1966 року | 4 000 000 | Лесегрі: Борис Лебедєв, Леонард Сергєєв, Марк Грінберг |
| 1967               |            | |               |                        |           |                                                        |
| № 3570 (Mi #3430)  |            | рос. «С Новым, 1968 годом!»: Московский Кремль (З Новим, 1968 роком! Московський Кремль).                                             | 0,04          | 14 грудня 1967 року    | 4 000 000 | Герман Комлєв                                          |
| 1968               |            | |               |                        |           |                                                        |
| № 3698 (Mi #3571)  |            | рос. «С Новым, 1969 годом!»: Еловая ветка на фоне Спасской башни (З Новим, 1969 роком! Ялинова гілка на тлі Спаської вежі Кремля).    | 0,04          | 1 грудня 1968 року     | 4 000 000 | Віктор Піменов                                         |
| 1969               |            | |               |                        |           |                                                        |
| № 3836 (Mi #3699)  |            | рос. «С Новым, 1970 годом!»: Барельеф В. И. Ленина (З Новим, 1970 роком! Барельєф В. І. Леніна).                                      | 0,04          | 25 грудня 1969 року    | 5 000 000 | Юрій Арціменєв                                         |
| 1970               |            | |               |                        |           |                                                        |
| № 3934 (Mi #3809)  |            | рос. «С Новым, 1971 годом!»: Спасская башня Кремля (З Новим, 1971 роком! Спаська вежа Кремля).                                        | 0,06          | 23 листопада 1970 року | 5 000 000 | Іван Дергільов                                         |
| 1971               |            | |               |                        |           |                                                        |
| № 4045 (Mi #3923)  |            | рос. «С Новым, 1972 годом!»: Русская тройка (З Новим, 1972 роком! Російська трійка).                                                  | 0,10          | 14 вересня 1971 року   | 3 600 000 | Н. Глікштейн                                           |
| 1972               |            | |               |                        |           |                                                        |
| № 4180 (Mi #4062)  |            | рос. «С Новым, 1973 годом!»: Московский Кремль (З Новим, 1973 роком! Московський Кремль).                                             | 0,06          | 15 листопада 1972 року | 2 500 000 | Юрій Левіновській, гравер Тетяна Нікітіна              |
| 1973               |            | |               |                        |           |                                                        |
| № 4290 (Mi #4180)  |            | рос. «С Новым, 1974 годом!»: Московский Кремль (З Новим, 1974 роком! Московський Кремль).                                             | 0,06          | 30 листопада 1973 року | 3 600 000 | Леонід Кузнєцов                                        |
| 1974               |            | |               |                        |           |                                                        |
| № 4406 (Mi #4298)  |            | рос. «С Новым, 1975 годом!»: Кремлевские куранты (З Новим, 1975 роком! Кремлівські куранти).                                          | 0,04          | 14 листопада 1974 року | 3 400 000 | Юрій Арціменєв                                         |
| 1975               |            | |               |                        |           |                                                        |
| № 4520 (Mi #4418)  |            | рос. «С Новым, 1976 годом!»: Кремлевская звезда (З Новим, 1976 роком! Кремлівська зірка).                                             | 0,04          | 12 листопада 1975 року | 4 000 000 | Леонід Кузнєцов                                        |
| 1976               |            | |               |                        |           |                                                        |
| № 4654 (Mi #4550)  |            | рос. «С Новым, 1977 годом!»: Куранты на Спасской башне (З Новим, 1977 роком! Куранти на Спаській вежі).                               | 0,04          | 25 листопада 1976 року | 3 400 000 | Герман Комлєв                                          |
| 1977               |            | |               |                        |           |                                                        |
| № 4766 (Mi #4661)  |            | рос. «С Новым, 1978 годом!»: Спутник связи «Молния» (З Новим, 1978 роком! Супутник зв'язку «Блискавка»).                              | 0,04          | 12 жовтня 1977 року    | 5 200 000 | Леонід Кузнєцов                                        |
| 1978               |            | |               |                        |           |                                                        |
| № 4923 (Mi #4802)  |            | рос. «С Новым, 1979 годом!»: Спасская башня Кремля (З Новим, 1979 роком! Спаська вежа Кремля).                                        | 0,04          | 20 грудня 1978 року    | 4 700 000 | Владислав Чмаров                                       |
| 1979               |            | |               |                        |           |                                                        |
| № 5016 (Mi #4898)  |            | рос. «С Новым, 1980 годом!»: Олимпийский Мишка (З Новим, 1980 роком! Олімпійський ведмедик).                                          | 0,04          | 28 листопада 1979 року | 7 000 000 | Тарас Панченко                                         |
| 1980               |            | |               |                        |           |                                                        |
| № 5138 (Mi #5019)  |            | рос. «С Новым, 1981 годом!»: Кремлёвский Дворец съездов (З Новим, 1981 роком! Палац з'їздів у Кремлі).                                | 0,04          | 1 грудня 1980 року     | 4 600 000 | Юрій Арціменєв                                         |
| 1981               |            | |               |                        |           |                                                        |
| № 5249 (Mi #5131)  |            | рос. «С Новым, 1982 годом!»: Герб СССР (З Новим, 1982 роком! Герб СРСР).                                                              | 0,04          | 2 грудня 1981 року     | 4 400 000 | Сергій Горліщев                                        |
| 1982               |            | |               |                        |           |                                                        |
| № 5354 (Mi #5235)  |            | рос. «С Новым, 1983 годом!»: Куранты Спасской башни Кремля (З Новим, 1983 роком! Куранти Спаської вежі Кремля).                       | 0,04          | 1 грудня 1982 року     | 5 600 000 | Сергій Горліщев                                        |
| 1983               |            | |               |                        |           |                                                        |
| № 5457 (Mi #5337)  |            | рос. «С Новым, 1984 годом!»: Кремлёвская звезда (З Новим, 1984 роком! Кремлівська зірка).                                             | 0,05          | 1 грудня 1983 року     | 4 800 000 | Віктор Качинській                                      |
| 1984               |            | |               |                        |           |                                                        |
| № 5580 (Mi #5459)  |            | рос. «С Новым, 1985 годом!»: Спасская башня Кремля (З Новим, 1985 роком! Спаська вежа Кремля).                                        | 0,05          | 4 грудня 1984 року     | 4 300 000 | Н. Дворніков                                           |
| 1985               |            | |               |                        |           |                                                        |
| № 5679 (Mi #5558)  |            | рос. «С Новым, 1986 годом!»: Дворец съездов в Кремле (З Новим, 1986 роком! Палац з'їздів у Кремлі).                                   | 0,05          | 3 грудня 1985 року     | 4 500 000 | Олександр Савін                                        |
| 1986               |            | |               |                        |           |                                                        |
| № 5785 (Mi #5664)  |            | рос. «С Новым, 1987 годом!»: Московский Кремль. Башни Кремля (З Новим, 1987 роком! Московський Кремль. Вежі Кремля).                  | 0,05          | 4 грудня 1986 року     | 4 600 000 | Іван Козлов                                            |
| 1987               |            | |               |                        |           |                                                        |
| № 5894 (Mi #5777)  |            | рос. «С Новым, 1988 годом!»: Вид на Кремль (З Новим, 1988 роком! Вид на Кремль).                                                      | 0,05          | 2 грудня 1987 року     | 5 000 000 | Адольф Плетньов                                        |
| 1988               |            | |               |                        |           |                                                        |
| № 6005 (Mi #5887)  |            | рос. «С Новым, 1989 годом!»: Драгун с Указом Петра I (З Новим, 1989 роком! Драгун з Наказом Петра I).                                 | 0,05          | 24 листопада 1988 року | 4 600 000 | Владислав Коваль                                       |
| 1989               |            | |               |                        |           |                                                        |
| № 6138 (Mi #6019)  |            | рос. «С Новым, 1990 годом!»: Дымковская игрушка. Дед Мороз (З Новим, 1990 роком! Димковська іграшка. Дід Мороз).                      | 0,05          | 22 листопада 1989 року | 4 000 000 | Володимир Храмов                                       |
| 1990               |            | |               |                        |           |                                                        |
| № 6274 (Mi #6153)  |            | рос. «С Новым, 1991 годом!»: Дед Мороз с ёлкой (З Новим, 1991 роком! Дід Мороз з ялинкою).                                            | 0,05          | 3 грудня 1990 року     | 4 400 000 | Володимир Бельтюков                                    |
| 1991               |            | |               |                        |           |                                                        |
| № 6376 (Mi #6252)  |            | рос. «С Новым, 1992 годом!» (З Новим, 1992 роком!).                                                                                   | 0,07          | 3 грудня 1991 року     | 3 700 000 | Ніна Охотіна                                           |